# (38084) 1999 HB12
(38084) 1999 HB12 ali  (38084) 1999 HB12 je resonančni čezneptunski asteroid, ki je v resonanci 2 : 5 z Neptunom. Nahaja se v razpršenem disku.

## Odkritje
Odkrila sta ga Marc W. Buie in Robert L. Millis 18. aprila 1999. Asteroid še nima uradnega imena.

## Lastnosti
Asteroid (38084) 1999 HB12 ima v premeru okoli 160 km, njegova tirnica pa je nagnjena proti ekliptiki 13,1 °.  